# Isabel Bayrakdarian
Isabel Bayrakdarian es una soprano armenio-canadiense nacida en Zahle (Líbano) en 1974 casada con el pianista In Serouj Kradjian.
Se crio y estudió en Toronto, Canadá, donde obtuvo con honores el título de Bachiller en ciencias en la carrera de Ciencias de la Ingeniería. En 2000 ganó el primer premio en el concurso Operalia instituido por Plácido Domingo lo que le posibilitó la proyección internacional. Ha actuado en el Metropolitan Opera, Covent Garden, La Scala, Opéra National de París, Chicago Lyric Opera, Festival de Salzburgo, Dresde Semperoper, Bavarian State Opera, San Francisco Opera, Santa Fe Opera y en la Canadian Opera Company.
Su repertorio incluye Euridice en Orfeo ed Euridice, Cleopatra en Giulio Cesare, Susanna en Le nozze di Figaro, Zerlina en Don Giovanni, Pamina en Die Zauberflöte, Marzelline en Fidelio, Adina en L'elisir d'amore, Norina en Don Pasquale, Mélisande en Pelléas et Mélisande, Blanche en Dialogues de Carmelites, Evenstar de la Banda sonora de El Señor de los Anillos: las dos torres y otras. Su voz dulce, rotunda y poderosa sumada a una bella presencia física le permiten destacar con garbo y buen arte en los diversos roles que ha desempeñado.
Su vida ha sido objeto del film  A Long Journey Home documentando su primer viaje a su madre patria Armenia. Su voz se ha popularizado considerablemente al haber colaborado en las bandas sonoras de los filmes: El Señor de los Anillos: las dos torres y Ararat sobre la masacre de Van durante el Genocidio Armenio.

## Premios
- Operalia Competition
- Juno Award (Canadá)
- Queen Elizabeth II Golden Jubilee Medal,
- Virginia Parker Prize, Canada Council for the Arts.
- Leonie Rysanek Award (George London Foundation)
- Metropolitan Opera National Council Award in 1997.

## Discografía de referencia
- Azulao / James Parker, Cello Ensemble
- Cleopatra / Tafelmusik
- Gomidas Songs / Kradjian
- Handel: Serse / Rousset (DVD)
- Mahler: Symphony No 2 / Michael Tilson Thomas, San Francisco S.
- Mozart: Don Giovanni / Hampson, Harding, Salzburg DVD
- Tango Notturno / Kradjian (selección de tangos de diversos orígenes)
- Viardot-García: Songs / Kradjian